# Ruppes
Ruppes ist eine französische Gemeinde  mit 144 Einwohnern (Stand 1. Januar 2022) im Département Vosges in der Region Grand Est (bis 2015 Lothringen). Sie gehört zum Kanton Neufchâteau im Arrondissement Neufchâteau.
Ruppes grenzt im Nordosten an Mont-l’Étroit (Département Meurthe-et-Moselle), im Osten an Punerot, im Südosten an Martigny-les-Gerbonvaux, im Süden an Soulosse-sous-Saint-Élophe, im Westen an Jubainville und im Nordwesten an Clérey-la-Côte. Die Bewohner nennen sich die Ruppin(ne)s.

## Bevölkerungsentwicklung
| Jahr      | 1962 | 1968 | 1975 | 1982 | 1990 | 1999 | 2008 | 2019 |
| --------- | ---- | ---- | ---- | ---- | ---- | ---- | ---- | ---- |
| Einwohner | 191  | 172  | 140  | 121  | 111  | 131  | 126  | 141  |

## Sehenswürdigkeiten
Zu den Sehenswürdigkeiten gehört die Kirche Saint-Gengoult. Der Glockenturm ist teilweise aus dem 12. Jahrhundert.

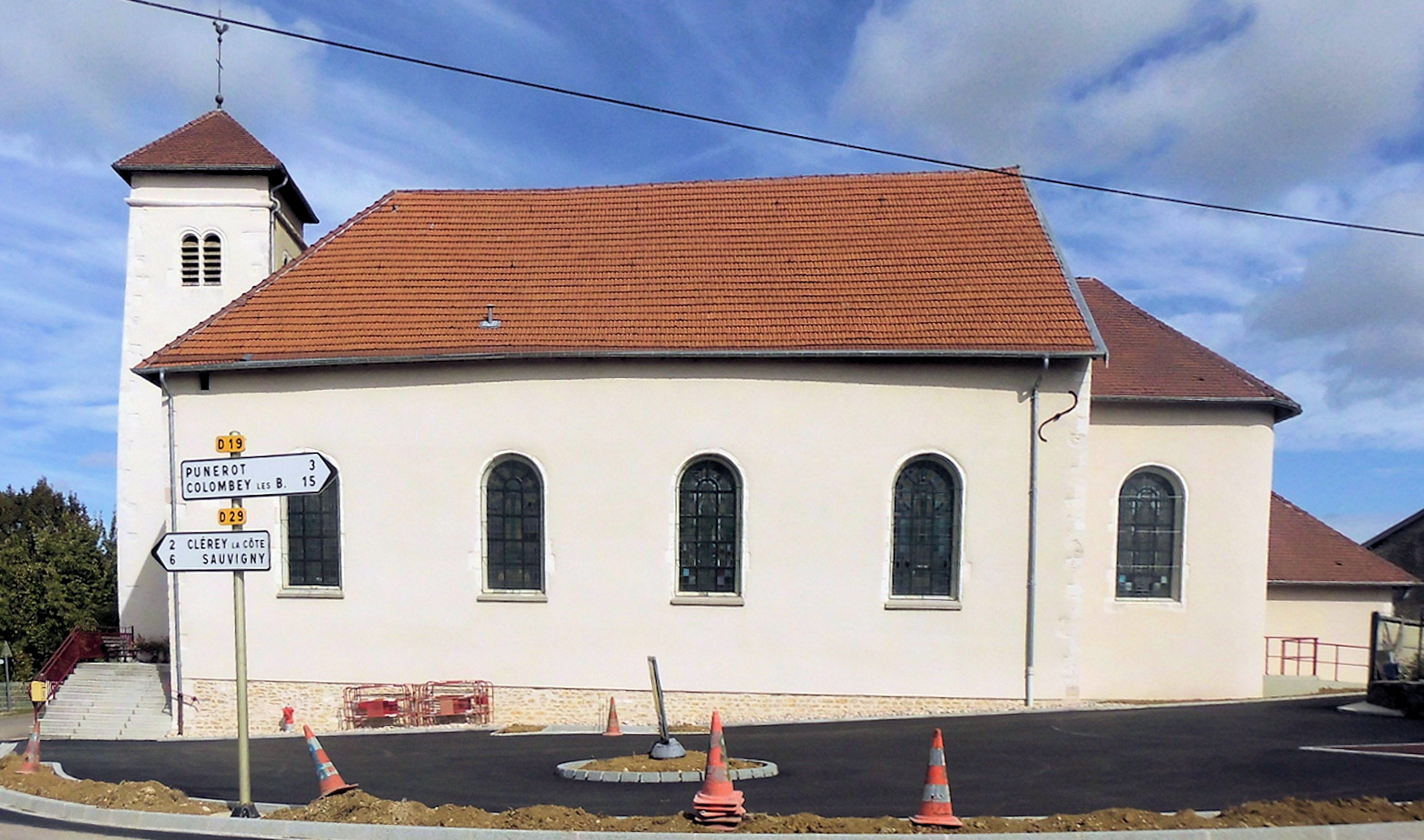
Kirche Saint-Gengoult
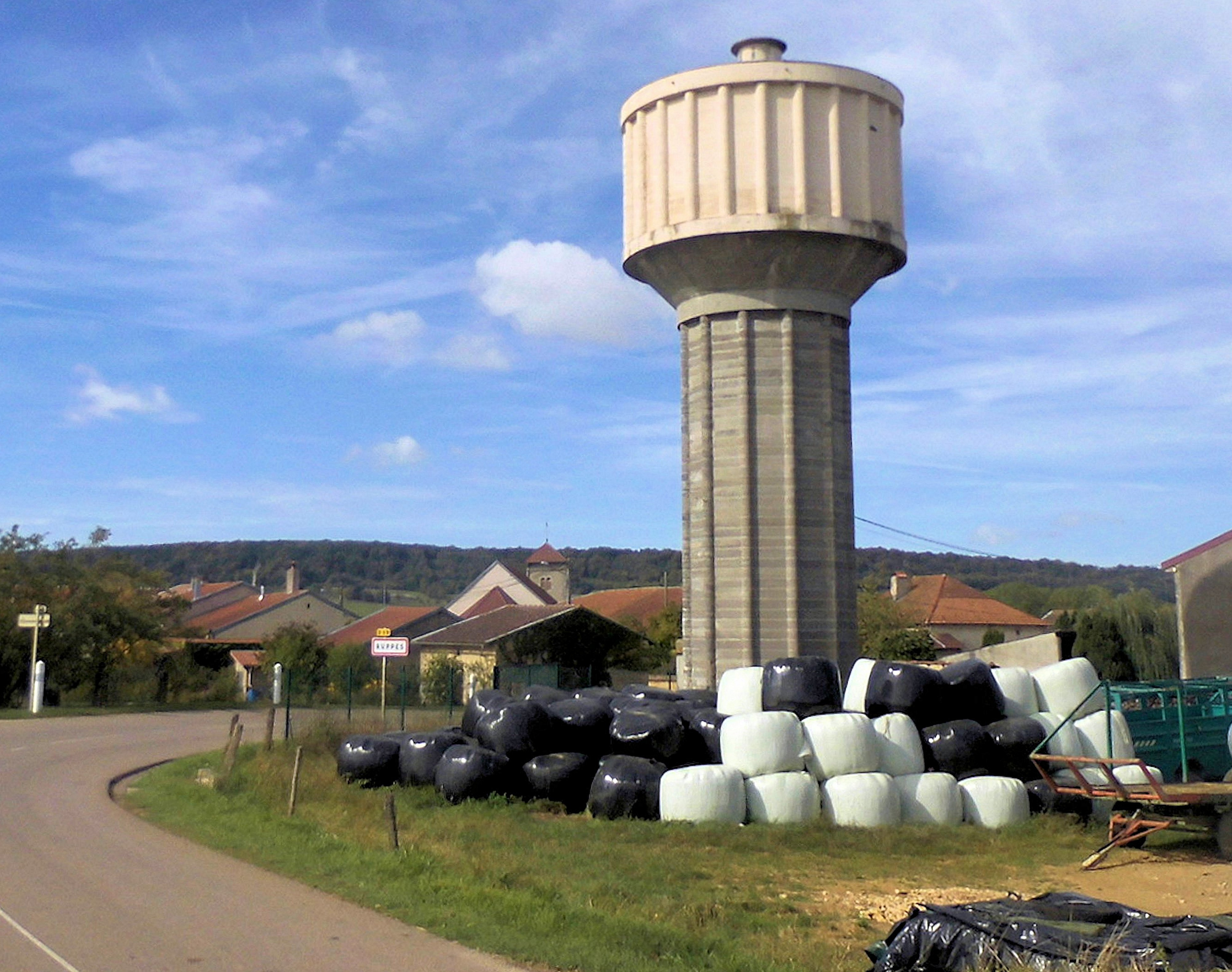
Wasserturm in Ruppes